# Partito Democratico per l'Unità Nazionale Macedone
L'Organizzazione Rivoluzionaria Interna Macedone - Partito Democratico per l'Unità Nazionale Macedone (in macedone: Внатрешна македонска револуционерна организација – Демократска партија за македонско национално единство;  Vnatrešna Makedonska Revolucionerna Organizacija – Demokratska Partija za Makedonsko Nacionalno Edinstvo, VMRO-DPMNE), è un partito politico di destra macedone, ispirato ai valori del conservatorismo nazionale e del Cristianesimo democratico, nonché sostenitore di un ingresso nella NATO e nell'Unione europea.
Guidato dal primo ministro Nikola Gruevski, ha ottenuto la maggioranza dei voti sia nelle elezioni parlamentari del 2006 che in quelle successive del 2008.
Il 27 aprile 2017, circa 200 manifestanti del partito VMRO-DPMNE, hanno fatto irruzione nell'aula per protestare contro l'elezione di un parlamentare di etnia albanese, Talat Xhaferi, alla presidenza dell'Assemblea.

## Risultati elettorali
| Elezione          | Voti    | %     | Seggi    |
| ----------------- | ------- | ----- | -------- |
| Parlamentari 2002 | 299.179 | 25,02 | 33 / 120 |
| Parlamentari 2006 | 304.572 | 32,64 | 45 / 120 |
| Parlamentari 2008 | 481.501 | 48,78 | 63 / 120 |
| Parlamentari 2011 | 438.138 | 38,98 | 56 / 120 |
| Parlamentari 2014 | 481.615 | 44,47 | 61 / 120 |
| Parlamentari 2016 | 454.361 | 39,39 | 51 / 120 |
| Parlamentari 2020 | 315.334 | 34,57 | 44 / 120 |
| Parlamentari 2024 | 436.036 | 44,54 | 58 / 120 |